# Seznam južnokorejskih politikov
Seznam južnokorejskih politikov.

## B
- Ban Ki-moon

## C
- Chun Doo-hwan

## K
- Kim Dae-jung
- Kim Young-sam

## L
- Lee Myung-bak
- Lee Jae-myung

## P
- Park Chung-hee

## R
- Rhee Syngman

## Y
- Yoon Suk-yeol